# Lloyd Robson Oval
Das National Football Stadium (bis 2015 bekannt als Lloyd Robson Oval) ist ein Rugby- und Fußballstadion in Port Moresby, Papua-Neuguinea. Es beheimatete drei Spiele der Rugby-League-Weltmeisterschaft 1989–1992. Es ist seit 1975 das Heimstadion der papua-neuguineischen Rugby-League-Nationalmannschaft. Es bietet 14.000 Plätze und ist das Nationalstadion von Papua-Neuguinea. Für die Pazifikspiele 2015 wurde es komplett renoviert. Zudem wurden hier Spiele der U-20-Fußball-Weltmeisterschaft der Frauen 2016 ausgetragen.